# El Víbora
El Víbora fue una revista de historietas española, de periodicidad mensual y editada por La Cúpula, que comenzó a publicarse en diciembre de 1979 y desapareció en enero de 2005, tras un total de 300 números y varios especiales. Su lema fue "Comix para supervivientes" y ciertamente ha sido la más longeva de todas las revistas del denominado ''boom'' del cómic adulto en España, solo superada en años por el semanario El Jueves. También fue una de las más influyentes, al encauzar "por las vías comerciales los cómics alternativos poniéndolos al alcance de todos" y convertirse en la principal representante de la denominada línea chunga, una de las tres grandes escuelas estéticas de la historieta española de los años 1980, junto a la línea clara de Cairo y la representada por la revista Madriz.
Muchos de las series e historias largas publicadas en El Víbora han sido recogidos en álbum por su empresa editora.
Durante la pandemia de COVID-19 en 2020, la revista se volvió a publicar, en línea, gratuitamente, con el título El Víbora para supervivientes. La intención era de publicar aproximadamente 40 páginas cada miércoles durante la restricción de movimiento en España. La revista contenía mayormente material de la versión original, agregando algunos artículos sobre COVID-19.

## Trayectoria

### Años 1980
El Víbora nació en 1979, a instancias del editor Josep Maria Berenguer y con el respaldo económico de Josep Toutain, viniendo a satisfacer la demanda de los lectores de las antiguas publicaciones underground de mediados de los años 70, como El Rrollo enmascarado, Star, Ozono o Butifarra!, ya desaparecidas. En un principio debía llamarse Goma-3, incluso existe una prueba tipográfica, con ese título, encima de la famosa portada de Nazario. Las autoridades de la época no aceptaron ese nombre por su similitud con el explosivo Goma 2 utilizado por E.T.A. en sus atentados.
En origen, aglutinó a una serie de autores que se habían iniciado en este mundo underground, como fueron: Gallardo, Mediavilla, Max, Montesol, Martí, Nazario, Alfredo Pons, Roger y Sento; además se incorporó Josep María Beà, quien abandonaría tras el segundo número debido a la diferencia generacional.
El Víbora publicó también la obra de autores clave de la historieta underground estadounidense, como Robert Crumb y Gilbert Shelton (n. 1940); de alternativos, como Peter Bagge y los hermanos Jaime y Beto Hernández; de franceses, como Martin Veyron (n. 1950) y René Pétillon (1945); y de italianos, como Tanino Liberatore.
La tirada del primer número, según el editor, fue de 24 000 ejemplares; en los meses sucesivos las ventas fueron creciendo y, en su mejor momento, la revista alcanzó –según algunos comentaristas– tiradas de unos 80.000 ejemplares. 
| Números                  | Fecha   | Título                                                           | Autores (Dibujo y/o Guion)             |
| ------------------------ | ------- | ---------------------------------------------------------------- | -------------------------------------- |
| 1-8                      | 1979-80 | Jack Palmer y otras historias                                    | René Pétillon                          |
| 1, 2, 4, 7               | 1979    | Fraudes famosos                                                  | Kim Deitch                             |
| 1-8, 10-12               | 1979-80 | Gustavo: La actividad del radio y otras historias                | Max                                    |
| 1, 3, 10                 | 1979-80 | Varias historias indep.                                          | Bill Griffith                          |
| 1-2                      | 1979    | Cartas del manicomio                                             | Beá                                    |
| 1-2, 7                   | 1979-80 | El hombre invisible, Melopea en el sótano, El cerdo Edmundo      | Jean-Marc Rochette                     |
| 1                        | 1979    | Sangre y Cielo                                                   | Spain                                  |
| 1                        | 1979    | Decibelios                                                       | Gotlib                                 |
| 1-10                     | 1979-80 | Anarcoma, Fotonovela y otras historias                           | Nazario                                |
| 1-8, 10-12               | 1979-80 | El conde Drácula, Frankenstei y otras historiasn                 | Gallardo y Mediavilla                  |
| 1-3, 5, 12               | 1979    | Varias historias indep.                                          | Art Spiegelman                         |
| 1-9, 11-12               | 1979-80 | Tony Nuevaola y Lola Lista contra los N.A.D.A. y otras historias | Martí (Rodolfo, Alicia Blanch, Onliyú) |
| 1-6, 10-12               | 1979-80 | Fred Falo y otras historias                                      | Willem                                 |
| 1-14, 17                 | 1979-80 | María Lanuit y otras historias                                   | Pons                                   |
| 2                        | 1979    | Blablablablablabla                                               | Rehnman                                |
| 2                        | 1979    | Hara kiri                                                        | Ilic                                   |
| 3                        | 1979    | La segunda Babel                                                 | Joost Swarte                           |
| 3                        | 1979    | La claraboya                                                     | Cardon                                 |
| 4                        | 1979    | Debe ser cosa del clima                                          | Smeets y Gerats                        |
| 4                        | 1979    | Chistes malos                                                    | J. David                               |
| 4, 6, 7,                 | 1979-80 | Mundo curioso                                                    | Sento                                  |
| 4, 7, 9                  | 1979-80 | Pimentón Turbina, El monstruo del pantano y otras historias      | Basil Wolverton                        |
| 4, 10                    | 1979    | The Amsterdam connection, La doncella del Diablo                 | Peter Pontiac                          |
| 4, 10, 12, 22-25, 28-34, | 1980    | Ángeles negros                                                   | Ceesepe                                |
| 5                        | 1980    | Sin título                                                       | Joe Wylie                              |
| 5                        | 1980    | Cabezón y Azúcar                                                 | Evert Geralds                          |
| 5, 9-11                  | 1980    | Good-Bye, Qué triste es la vida, El telescopio y otras historias | Yoshihiro Tatsumi                      |
| 5-8, 10-12               | 1980    | Fat Freddy's Cat                                                 | Gilbert Shelton                        |
| 6                        | 1980    | No más armas                                                     | O. Vasili y Pere Juan                  |
| 6                        | 1980    | La corrupción de Dot Darling                                     | Leslie Cagarga                         |
| 6, 12                    | 1980    | El tiempo es un océano                                           | Roger (Montesol)                       |
| 7, 11                    | 1980    | Desfile triunfal                                                 | Simónides                              |
| 7-12, 20-24,             | 1980    | Detente mariposa, Perfidia moruna                                | Pamies                                 |
| 8                        | 1980    | Major arcana                                                     | Denis Kitchen                          |
| 8                        | 1980    | Plancha Niefes                                                   | Nicole Claveloux                       |
| 8-9,                     | 1980    | Los Garriris                                                     | Mariscal                               |
| 8-9, 12                  | 1980    | Claudio Cueco                                                    | Daniel Torres                          |
| 10                       | 1980    | La Gioconda es una moderna                                       | Félix                                  |
| 12                       | 1980    | La guillotina                                                    | Jacques Tardí                          |
| 12-23                    | 1980    | Emili Piula                                                      | Montesol, Roger                        |
| 15-                      | 1980    | Ranxerox                                                         | Tanino Liberatore y Stefano Tamburini  |

La revista publicaba números dobles en verano y Navidad, y extras fuera de numeración, como el que en 1981 dedicó a la intentona golpista del 23-F, atreviéndose a hacer humor en una situación realmente difícil. Con su número 22, subió a 125 pesetas, pero incorporó el bicolor y 8 páginas más.
| Números        | Fecha | Título                                          | Autoría                                       | Procedencia |
| -------------- | ----- | ----------------------------------------------- | --------------------------------------------- | ----------- |
| 20-            | 1981  | Corazón loco                                    | Isá, Tornasol                                 |             |
| 20-23, 27      | 1981  | Nocturno                                        | Pons                                          |             |
| 28,            | 1981  | Taxista                                         | Martí Riera                                   |             |
| 29-33          | 1982  | Misterios de la carne                           | Charles Burns                                 |             |
| 31             | 1982  | Ansiedad                                        | Pons                                          |             |
| 32-33, 59      | 1982  | Garriris                                        | Mariscal                                      |             |
| 36, 44         | 1982  | Sudor sudaca                                    | Carlos Sampayo/José Muñoz                     |             |
| 37/38, 38 y 41 |       | Una cierta calma                                | Tornasol/Roger                                | Nueva       |
| 39, 42 y 43    |       | Un día es un día                                | Calonge                                       | Nueva       |
| E. Futuro, 40- | 1983  | Peter Pank                                      | Max                                           |             |
| 40-41          |       | Randas                                          | Carratalá                                     | Nueva       |
| 42-44          |       | Pamies                                          | Nueva                                         |             |
| 43-45          |       | Lolita                                          | Rodolfo/Boada                                 | Nueva       |
| 43-            | 1983  | Amor limpio                                     | Martin Veyron                                 |             |
| 44-45          |       | Invierno no ha hecho sino comenzar              | Max                                           | Nueva       |
| 46, 50 y 59    |       | Calma Chica                                     | Martí                                         |             |
| 48-            | 1983  | En el bar                                       | Carlos Sampayo/José Muñoz                     |             |
| 48 y 49        |       | Consejos del Dr. Berenguersky, Los              | Pamies                                        | Nueva       |
| 50-51, 53, 61  |       | Pasión y muerte de Bruto                        | Calonge                                       | Nueva       |
| 51-53          | 1984  | Hitler's Cocaine                                | Rand Holmes                                   |             |
| 51-            | 1984  | Internas                                        | Marta Guerrero/Alfredo Pons/José Luis Galiano |             |
| 53-56/57       |       | Cuenta pendiente                                | Mina/Balaguer                                 | Nueva       |
| 54-59          | 1984  | Tras el telón de acero                          | Pamies                                        |             |
| 58-59          | 1984  | Hiroshima                                       | Yoshihiro Tatsumi                             |             |
| 58-59          |       | Misiles                                         | Calonge                                       | Nueva       |
| 58-60          | 1984  | Escalera de vecinos                             | Marta Guerrero/Alfredo Pons                   |             |
| 61             |       | Esmeraldas y vírgenes                           | Onliyú/Martí y Damián                         | Nueva       |
| 61-63          | 1984  | Don Cipotón                                     | Boada                                         |             |
| 63-            | 1985  | En la playa                                     | Diego                                         |             |
| 66-            | 1985  | Squeak the Mouse                                | Massimo Mattioli                              |             |
| 68-            | 1985  | El Borbah                                       | Burns                                         |             |
| 71-72          |       | El encuentro entre Walt Disney y H. P. Lovecraf | Max                                           |             |

A mediados de los años ochenta se añadieron otros autores españoles, como José Luis Galiano, Jaime Martín y Laura. 
| Números | Fecha | Título                   | Autoría                                       | Procedencia                  |
| ------- | ----- | ------------------------ | --------------------------------------------- | ---------------------------- |
| 73-     | 1986  | El cantante de México    | Pétillon                                      |                              |
| 73-79   | 1986  | Canalla                  | Andreu Martín/Nacho Balaguer                  |                              |
| 77-     | 1986  | Sarita                   | Marta Guerrero/Alfredo Pons/José Luis Galiano |                              |
| 82-     | 1986  | Mechanics                | Jaime Hernández                               |                              |
| 85-     | 1987  | Miguel Strogoff          | J & B                                         |                              |
| 87-     |       | Necrón                   | Magnus                                        |                              |
| 91-     | 1987  | Juan Jaravaca            | Mediavilla                                    |                              |
| 91-     | 1987  | Cuttlas                  | Calpurnio                                     |                              |
| 93-     | 1987  | Lumis                    | Marta Guerrero/Alfredo Pons/José Luis Galiano |                              |
| 94-     | 1987  | Yonquis del espacio      | Gallardo/Mediavilla                           |                              |
| 97-     | 1988  | TVB Canal 44             | Das Pastoras                                  |                              |
| 97-     | 1988  | Historia de la humanidad | Gigi Amaldi                                   |                              |
| 106-    | 1988  | Supermaño                | Alberto Calvo                                 |                              |
| 106-    | 1988  | Pepe el Tenso            | Diego                                         |                              |
|         | 1988  | Mujeres fatales          | Max/Beltrán                                   | Complot!, L'Écho des savanes |
| 107-111 | 1988  | Doctor Vértigo           | Martí                                         |                              |
| 117-124 | 1989  | La flor enamorada        | Cadelo                                        |                              |
|         | 1989  | Sangre de barrio         | Jaime Martín                                  |                              |

### Años 1990
En los noventa, fue de las pocas publicaciones que supo capear la crisis de las revistas de historieta, mientras otras como Cairo (1991), Creepy, Zona 84 (1992) y Cimoc (1995) iban cayendo. Esto fue debido, en parte, al descubrimiento de nuevos autores, tanto españoles (Mauro Entrialgo, Miguel Ángel Martín, Hernán Migoya y Álvarez Rabo) como estadounidenses (Peter Bagge, Daniel Clowes) y hasta un alemán (Ralf König).
| Números     | Fecha           | Título                             | Autoría                              | Procedencia |
| ----------- | --------------- | ---------------------------------- | ------------------------------------ | ----------- |
| -121        |                 | Las fuentes del Yang-Tsé           | Loustal                              |             |
| -122        |                 | Big Baby                           | Charles Burns                        |             |
| 123-        | 1990            | Perro                              | Osés, Resano                         |             |
| 129         | 1990            | Héctor y Rita                      | Seguí                                |             |
| 134         |                 | Margot                             | Massimiliano Frezzato, Jerome Charyn |             |
| 140         |                 | Dioses de ocasión                  | Boada, Resano                        |             |
| 141         | 1991            | Huida a Berlín                     | Gerhard Seyfried                     |             |
| 142         | 1991            | Los primos del parque              | Jaime Martín                         |             |
| 143         | 1991            | Tank Girl                          | Jamie Hewlett, Alan Martin           |             |
| 145-        | 1992            | Angel                              | Iron, Mediavilla                     |             |
| 148         | 1992            | Turandot                           | Nazario                              |             |
| 150, 165,   |                 | Lloyd Llewellyn                    | Daniel Clowes                        |             |
| 151-        | 1992            | El caminante                       | Jiro Taniguchi                       |             |
| 151-        | 1992            | Barokko                            | Paolo Bacilieri                      |             |
| 160-        | 1993-           | Ruber Flesh                        | Miguel Ángel Martín                  |             |
| 170         |                 | Freaks                             | Jim Woodring, Solano López           |             |
| 171-        | 1994            | El demonio rojo                    | Mauro Entrialgo                      |             |
| 175-189     | 1994            | Propellerman                       | Matthias Schultheiss                 |             |
| 177         | 1994            | Efecto dominó                      | Rafa Fonteriz                        |             |
| 178         | 1994            | La memoria oscura                  | Jaime Martín                         |             |
| -190        | 1995            | Vortex                             | Vince                                |             |
| 195-202     | 1996            | Luz & Fer                          | Mónica                               |             |
| -206        | 1996-1997       | Cyber Freak                        | Miguel Ángel Martín                  |             |
| 199-        | 1996            | Infierno                           | Jaime Martín                         |             |
| 204-        |                 | Blanco                             | Esté, Leone                          |             |
| 215         | 1997            | Paraíso                            | Javi Rodríguez                       |             |
| 218         | 1998            | Torrente, el brazo tonto de la ley | Mónica, Beatriz                      |             |
| 221-226     | 1998            | Road Cartoons                      | Juan Miguel Aguilera, Paco Roca      | Nueva       |
| 227-271     | 1998-2002       | Surfing on the Third Wave          | Miguel Ángel Martín                  |             |
| 233/234-247 | 06/1999-09/2000 | Muérdete la lengua                 | Dave Cooper                          |             |
| 236-247     | 09/1999-09/2000 | Tenebro                            | Javi Rodríguez                       | Nueva       |

### Nuevo siglo
| Números | Fecha           | Título                    | Autoría                         | Procedencia |
| ------- | --------------- | ------------------------- | ------------------------------- | ----------- |
| 242-247 | 03/2000-08/2000 | Libertad                  | Gat, Oriol San Julián           | Nueva       |
| 248-250 | 09/2000-11/2000 | El imbécil                | Robert Crumb                    |             |
| 248-    | 09/2000         | Comprobando la realidad   | Mauro Entrialgo, Javi Rodríguez | Nueva       |
| 251-    |                 | Rosario y los inagotables | Laperla & Kosinski              | Nueva       |
| 265     |                 | Max y Nina                | Dodo, Ben Radis                 |             |
| 268     | 2002            | Ice Haven                 | Daniel Clowes                   | Eightball   |
| 272-    | 2002            | Bitch                     | Miguel Ángel Martín             |             |
| 276-    |                 | Por un puñado de sangre   | Kevin Eastman, Bisley           |             |

En el 2004, sus ventas habían caído hasta solo 6.000 ejemplares mensuales de una tirada de 20.000, lo que terminó por hacer inviable su continuidad.